# Lindneromyia limpukane
Lindneromyia limpukane är en tvåvingeart som först beskrevs av Kessel och Clopton 1970.  Lindneromyia limpukane ingår i släktet Lindneromyia och familjen svampflugor. Inga underarter finns listade i Catalogue of Life.